# すいみん不足
「すいみん不足」（すいみんぶそく）は、CHICKSのシングル。1990年10月21日に日本コロムビアから発売された。

## 概要

### すいみん不足
フジテレビ系アニメ『キテレツ大百科』の5代目オープニングテーマとして使われた。放送時のクレジットは「スイミン不足」となっている。
原曲は、1990年3月25日発売のコンピレーション・アルバム『レディース・ルーム』（ポリドール・レコード/POCH-1003）の5曲目にアニメ版と同名のタイトルで収録されている。原曲とアニメ版では歌詞が一部異なっており、原曲はストレートな社会風刺が含まれているのに対し、アニメ版は恋に悩む少年をイメージしたものになっている。後述するカバーはアニメ版の歌詞で歌われている。

### コロ助ROCK'91
フジテレビ系アニメ『キテレツ大百科』3代目エンディングテーマ「コロ助ROCK」のリミックスバージョンで、オンエアでは使用されていない。

## 収録曲

### 8cmCD
| #         | タイトル          | 作詞      | 作曲      | 編曲      | 歌        | 時間 |
| --------- | ----------------- | --------- | --------- | --------- | --------- | ---- |
| 1.        | 「すいみん不足」  | CHICKS    | CHICKS    | CHICKS    | CHICKS    | 3:37 |
| 2.        | 「コロ助ROCK'91」 | 森雪之丞  | 林哲司    | 山本健司  | 内田順子  | 4:51 |
| 合計時間: | 合計時間:         | 合計時間: | 合計時間: | 合計時間: | 合計時間: | 8:28 |

### カセットテープ
| #         | タイトル          | 作詞      | 作曲      | 編曲      | 歌        | 時間 |
| --------- | ----------------- | --------- | --------- | --------- | --------- | ---- |
| 1.        | 「すいみん不足」  | CHICKS    | CHICKS    | CHICKS    | CHICKS    | 3:37 |
| 2.        | 「コロ助ROCK'91」 | 森雪之丞  | 林哲司    | 山本健司  | 内田順子  | 4:51 |
| 合計時間: | 合計時間:         | 合計時間: | 合計時間: | 合計時間: | 合計時間: | 8:28 |

| #         | タイトル                              | 作詞      | 作曲      | 編曲     | 時間 |
| --------- | ------------------------------------- | --------- | --------- | -------- | ---- |
| 1.        | 「すいみん不足」(オリジナルカラオケ)  |           | CHICKS    | CHICKS   | 3:37 |
| 2.        | 「コロ助ROCK'91」(オリジナルカラオケ) |           | 林哲司    | 山本健司 | 4:51 |
| 合計時間: | 合計時間:                             | 合計時間: | 合計時間: | 8:28     |      |

## 収録作品

### アルバム
| 曲名          | 収録アルバム                           | 発売日        | 備考                       |
| ------------- | -------------------------------------- | ------------- | -------------------------- |
| すいみん不足  | キテレツ大百科 ソング・コレクション'92 | 1992年6月21日 | 主題歌アルバム             |
| すいみん不足  | 続々々々々・テレビまんが主題歌のあゆみ | 1998年1月21日 | コンピレーション・アルバム |
| すいみん不足  | キテレツ大百科 スーパー・ベスト        | 2004年1月21日 | 主題歌アルバム             |
| コロ助ROCK'91 | キテレツ大百科 スーパー・ベスト        | 2004年1月21日 | 主題歌アルバム             |

## カバー
| アーティスト                  | 収録作品                                                          | 発売日         |              |
| すいみん不足                  | すいみん不足                                                      | すいみん不足   | すいみん不足 |
| ----------------------------- | ----------------------------------------------------------------- | -------------- | ------------ |
| 椎名へきる、手塚ちはる        | テレビ人気こどものうた（東芝EMI、TOCT-6349）                      | 1991年11月27日 |              |
| パーキッツ                    | pop'n music 6 original soundtrack                                 | 2001年6月27日  |              |
| OVER SKA DRIVE                | スカニメーション                                                  | 2006年9月6日   |              |
| 星井美希（長谷川明子）        | THE IDOLM@STER MASTER ARTIST 03 星井美希                          | 2007年8月1日   |              |
| 小林恵美                      | スキスキスー2007〜こばえみリズム〜                                | 2007年9月21日  |              |
| 中野腐女シスターズ            | Honey Bee〜（初回限定盤）                                         | 2010年1月20日  |              |
| 片岡あづさ                    | 新・百歌声爛 女性声優編                                           | 2010年5月5日   |              |
| 小阪ちひろ starring 阿澄佳奈  | 「神のみぞ知るセカイ」キャラクター・カバーALBUM 〜選曲:若木民喜〜 | 2011年12月21日 |              |
| さくら学院 / 帰宅部 sleepiece | さくら学院 2012年度 〜My Generation〜                             | 2013年3月13日  |              |
| さくら学院 / 帰宅部 sleepiece | さくら学院 2015年度 〜キラメキの雫〜                              | 2016年3月3日   |              |
| TEMPURA KIDZ                  | みんなのだんすうた                                                | 2014年3月12日  |              |

## 楽曲の使用
- 「すいみん不足」は、かつて神奈川県川崎市にある東日本旅客鉄道（JR東日本）南武線宿河原駅の1番線において発車メロディとして使用されていた[3]。これは同駅に近い藤子・F・不二雄ミュージアムの開館5周年を記念して2016年9月3日に導入されたもので[3]、同線のワンマン運転が開始される前日の2025年3月14日まで使用された。編曲は塩塚博が手掛けた[4]。
- 2021年に放送されたアサヒ飲料の「届く強さの乳酸菌」W「プレミアガセリ菌CP2305」のテレビCM「寝たはずなのに」編において、「すいみん不足」の替え歌が使用された[5][6]。